# Кењан Викс
Кењан Викс (енгл. Kenyan Weaks; Конкорд, 13. август 1977) је бивши амерички кошаркаш.

## Каријера
Играо је на позицији крила. Наступао је за Пивоварну Лашко и проглашен је за најкориснијег играча Јадранске лиге у сезони 2002/03. Са екипом Лукојл академик је освојио Куп Бугарске 2006. године.
Након завршетка професионалне каријере бави се тренерским послом.

## Успеси

### Клупски
- Лукојл академик:
  - Куп Бугарске: 2005/06.

### Појединачни
- Пивоварна Лашко:
  - Најкориснији играч Јадранске лиге (1): 2002/03.